# بلافیکه
بلافیکه (به لاتین: Belafike) یک منطقهٔ مسکونی در ماداگاسکار است که در آمپانیی واقع شده‌است. بلافیکه ۱۰٬۰۰۰ نفر جمعیت دارد و ۲۶۷ متر بالاتر از سطح دریا واقع شده‌است.